# Aberdare Nationalpark
0°23′S 36°42′Ø / 0.383°S 36.700°Ø
Aberdare Nationalpark udgøres af de højere dele af Aberdarebjergene i det centrale Kenya.
Parken ligger 180 km fra Nairobi og strækker sig over vidt varierende terræntyper eftersom højden strækker sig fra 2.100 til 4.200 meter over havet. Den blev grundlagt i maj 1950 og dækker et areal på 767 kvadratkilometer. Terrænet består af alt fra høje bjergtoppe til dybe v-formede dale med floder og vandfald. I de lavere områder er der lyngheder, bambus- og regnskove.

## Dyreliv
Letobserverede arter er løver, leoparder, savannebavianer og colobusaber. Der findes også mere usædvanlige arter som catopuma (Catopuma badia), bongo (Tragelaphus eurycerus), elsdyrantilope og sort næsehorn. Ornitologer kan opleve op til 250 forskellige arter, f.eks. duehøg, ørne, biæder og præstekraver.

## Eksterne kilder og henvisninger
- Go2Africa.com – Aberdare National Park Arkiveret 6. januar 2009 hos  Wayback Machine (engelsk)